# Rhacophorus depressus
Espèce
"Rhacophorus" depressus est une espèce d'amphibiens de la famille des Ranidae dont la position taxonomique est incertaine (incertae sedis).

## Répartition
Cette espèce n'est connue que par son holotype et un paratype qui sont décrits comme provenant de l'île de Java mais cette origine est douteuse selon Djoko Tjahjono Iskandar.

## Publication originale
- Ahl, 1927 : Zur Systematik der asiatischen Arten der Froschgattung Rhacophorus. Sitzungsberichte der Gesellschaft Naturforschender Freunde zu Berlin, p. 35-47.